# Stony Man
Le Stony Man, ou Stony Man Mountain, est un sommet des montagnes Blue Ridge, aux États-Unis. Il culmine à 1 223 mètres d'altitude dans les comtés de Madison et Page, en Virginie. Il est protégé au sein du parc national de Shenandoah.